# حكومة ناظم القدسي الأولى
الحكومة السورية التي تشكلت في 24 ديسمبر 1949، هي الحكومة الثانية والأربعين في تاريخ سوريا الحديث، والسابعة والعشرون في عهد الجمهورية السورية الأولى والأولى في ولاية الرئيس هاشم الأتاسي، والأولى التي يكون رئيسها رئيس حزب الشعب ناظم القدسي، صاحب أكبر كتلة نيابية حزبية. وهي أيضًا، أول حكومة خلال حقبة الجمهورية الأولى يمثل فيها الجيش بوزير للدفاع بشخصية عسكرية لا مدنية. أشرفت هذه الحكومة على استفتاء إقرار الدستور واستقالت حسب أحكامه في أعقاب اعتماده.

## تشكيلة الحكومة
| الوزير      | الوزارة                         |
| ----------- | ------------------------------- |
| ناظم القدسي | رئيس الوزراء، وزير الخارجية     |
| شاكر الأص   | وزير الاقتصاد الوطني والزراعة   |
| جورج شلهوب  | وزير الأشغال العامة             |
| فرحان جندلي | وزير التعليم، وزير الصحة العامة |
| رشاد برمدا  | وزير الداخلية                   |
| زكي الخطيب  | وزير العدل                      |
| حسان جبارة  | وزير المالية                    |
| فوزي السلو  | وزير الدفاع                     |

| الترتيب | المنصب          | الصورة | شاغل المنصب  | الحزب | الحزب | في المنصب من        | في المنصب حتى       | ملاحظات |
| ------- | --------------- | ------ | ------------ | ----- | ----- | ------------------- | ------------------- | ------- |
| –       | رئيس الوزراء    |        | ناظم القدسي  |       |       | 24 كانون الأول 1949 | 27 كانون الأول 1949 |         |
|         | الخارجية        |        | ناظم القدسي  |       |       |                     |                     |         |
|         | العدلية         |        | زكي الخطيب   |       |       |                     |                     |         |
|         | المعارف         |        | هاني السباعي |       |       |                     |                     |         |
|         | الداخلية        |        | أحمد قنبر    |       |       |                     |                     |         |
|         | الأشغال العامة  |        | محمد المبارك |       |       |                     |                     |         |
|         | المالية         |        | شاكر العاص   |       |       |                     |                     |         |
|         | الزراعة         |        | محمود العظم  |       |       |                     |                     |         |
|         | الصحة           |        | جورج شلهوب   |       |       |                     |                     |         |
|         | الدفاع الوطني   |        | فيضي الأتاسي |       |       |                     |                     |         |
|         | الاقتصاد الوطني |        | فيضي الأتاسي |       |       |                     |                     |         |

## الملاحظات
1. ↑  فراغ الحقل لا يعني بالضرورة أن شاغل المنصب مستقل سياسياً أو غير حزبي، ولكن بسبب عدم توفر المعلومات أو المصادر.